# Slowdive (пісня)
«Slowdive» — пісня британського постпанк-гурту, Siouxsie and the Bansgees, яка була випущена в жовтні 1982, року, вона досягнула 40-го місця в UK Singles Chart, вона є другим синглом у студійному альбомі A Kiss in the Dreamhouse.

## Список композицій
Сингл 7"
| Side A | Side A     | Side A     |
| #      | Назва      | Тривалість |
| ------ | ---------- | ---------- |
| 1.     | «Slowdive» | 3:42       |

| Side B | Side B           | Side B     |
| #      | Назва            | Тривалість |
| ------ | ---------------- | ---------- |
| 1.     | «Cannibal Roses» | 4:30       |

Сингл 12"
| Side A | Side A                | Side A     |
| #      | Назва                 | Тривалість |
| ------ | --------------------- | ---------- |
| 1.     | «Slowdive (Extended)» | 5:45       |

| Side B | Side B           | Side B     |
| #      | Назва            | Тривалість |
| ------ | ---------------- | ---------- |
| 1.     | «Obsession II»   | 3:53       |
| 2.     | «Cannibal Roses» | 4:30       |

## Джерело
- Siouxsie And The Banshees* - Slowdive. Discogs (англ.). Архів оригіналу за 19 лютого 2021. Процитовано 8 жовтня 2018.